# Business Insider
Business Insider är en amerikansk nättidning, inriktad på affärsnyheter, som grundades i februari 2009.